# Верхотурка
Верхоту́рка (рос. Верхотурка) — присілок у складі Верхньопишминського міського округу Свердловської області.
Населення — 24 особи (2010, 11 у 2002).
Національний склад станом на 2002 рік: росіяни — 82 %.